# At-Tirmidhí
Abu-Issa Muhàmmad ibn Issa ibn Sawra ibn Mussa ibn ad-Dahhak as-Sulamí at-Tirmidhí (Termez, Pèrsia, 824-892), conegut simplement com a at-Tirmidhí, va ser un erudit musulmà conegut per haver recopilat una de les sis col·leccions de hadits considerades canòniques dins del sunnisme, anomenada Súnan at-Tirmidhí.

## Biografia
At-Tirmidhí va néixer i va morir a Bagh (‘jardí’, en persa), un suburbi de Termez, al Gran Khorasan (actualment a l'Uzbekistan), en una família de la tribu Banu Sulaym. A partir de l'edat de vint anys va encetar un viatge d'estudis que el va dur fins a Kufa, Bàssora i el Hijaz, on va rebre els ensenyaments, entre d'altres, de Qutayba ibn Saïd, Muhàmmad al-Bukharí, Múslim i Abu-Dàwud.
At-Tirmidhí es va tornar cec els dos últims anys de la seva vida, segons es diu a conseqüència «de tant com va plorar per la mort d'al-Bukharí.» Està enterrat a Shirabad, 60 km al nord de Termez, on és conegut localment com a Issa Termezí o Baba Termez, ‘Pare de Termez’.

## Obra
- Súnan at-Tirmidhí o Jami at-Tirmidhí,[3] és un dels sis reculls canònics de hadits dels sunnisme.
- Xamaïl at-Tirmidhí o Aix-Xamaïl al-Muhammàdiyya és un recull de hadits detallats sobre l'aparença, les pertinences, els costums i la vida de Mahoma. El llibre, que es divideixen en 56 capítols, conté 399 narracions fetes pels successors del Profeta.[4]